# María del Carmen Suñer Picó
María del Carmen Suñer Picó (Alcira, 1941) es una empresaria española. Es hija y heredera del industrial valenciano Luis Suñer. 

## Biografía
María del Carmen Suñer es hija del empresario valenciano Luis Suñer y de su primera esposa, Carmen Picó. Su hermano, Luis Suñer Picó, falleció en 1964, a los veintiún años. 
En 1959 contrajo matrimonio con Adrián Campos Bialcanet, con quien tuvo cuatro hijos: Adrián, Alberto, Luis y Carmen María Campos-Suñer. Se divorció de su primer marido y, en la actualidad, está casada en segundas nupcias. A lo largo de su vida, ha sido un personaje habitual de la crónica social valenciana.
En 1981 asumió temporalmente la dirección de las empresas del grupo familiar, debido al secuestro de Luis Suñer. A la muerte de su padre, los Suñer abandonaron el control de sus industrias más importantes, que fueron adquiridas por grandes corporaciones multinacionales. María del Carmen Suñer fue presidenta de los consejos de administración de Avidesa, Cartonajes Suñer, Mogesa y Seboruco Simcav. En los años 1990 la familia Suñer constituyó un holding familiar, que preside María del Carmen Suñer, y dirigen sus hijos Alberto y Adrián Campos. Los negocios familiares abarcan, en la actualidad, sociedades de cartera y actividades inmobiliarias y de construcción, tras abandonar sus negocios de automoción y la venta en 2015 de sus participaciones en la industria carrocera a la firma de capital riesgo Miura, y su compañía aérea Aeronova a Air Europa.
En 2008, María del Carmen Suñer figuró entre las fortunas españolas afectadas por el fraude de Bernard Madoff, junto a Juan Abelló, Pedro Almodóvar, Esther Koplowitz, José Lladró y la familia Serratosa-Caturla.